# Carl Wilhelm Pauli

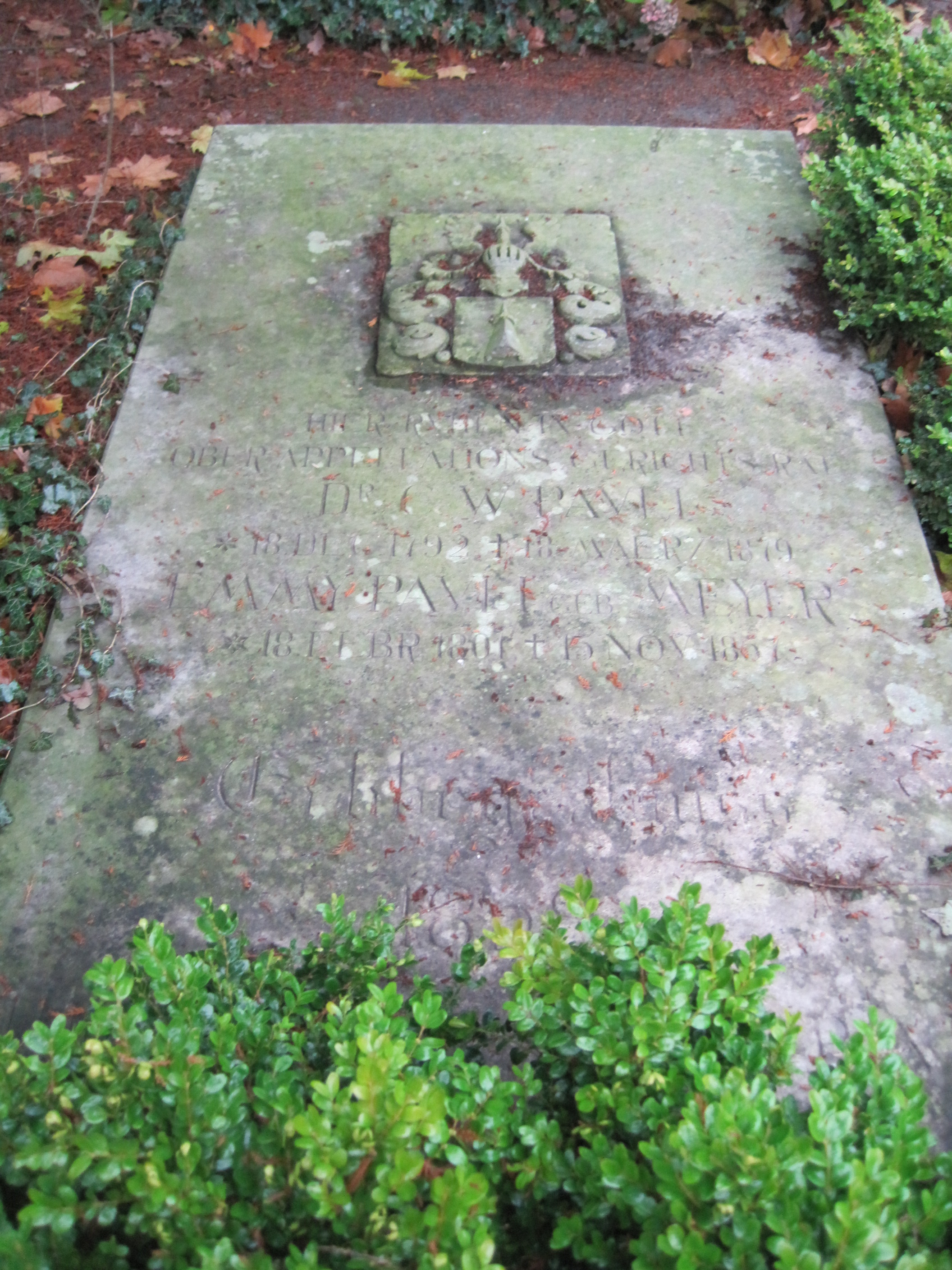
Erbbegräbnis der Familie Carl Wilhelm Paulis auf dem Burgtorfriedhof

Carl Wilhelm Pauli (* 18. Dezember 1792 in Lübeck; † 18. März 1879 ebenda) war ein deutscher Rechtswissenschaftler, Richter und Historiker.

## Familie und Herkunft
Pauli war der Sohn des Lübecker Kaufmanns Adrian Wilhelm Pauli und, in diesem Falle wohl besonders prägend, dessen Ehefrau, die Philanthropin Magdalena Poel. Sie entstammte einer niederländischen Familie. Ihr Urgroßvater Gerrit Claesz Poel hatte Zar Peter in Zaandam in den Schiffbau eingewiesen, dem er später als Schiffbauer nach Sankt Petersburg gefolgt war. Ihr Vater Jacobus Poel war in Archangelsk in Russlands angesehenste Kaufmannskreise aufgestiegen und entsprechend vermögend. Dennoch wuchs sie mit dem frühen Tod der Mutter 1763 zusammen mit ihrem jüngeren Bruder Piter Poel (1760–1837) in Kinderheimen und Pensionaten auf und stand zu diesem zeitlebens in sehr enger Verbindung. Piter Poel war später Herausgeber des Altonaer Mercur und Mitglied des philanthropischen Freundeskreises um Caspar Voght und Georg Heinrich Sieveking.

## Leben
Paulis Familie verzog noch während seiner Kindheit nach einem Bankrott des Vaters 1794 von Lübeck nach Altona, wo die Familie in die dortige Hamburger Gesellschaft einbezogen wurde. In Altona besuchte Pauli das Christianeum, bis der Umzug der Familie 1808 nach Bückeburg einen Schulwechsel erforderlich machte. Pauli studierte nach dem Abitur Rechtswissenschaften in Tübingen und beendete das Studium nach den Befreiungskriegen an der Universität Göttingen mit der Promotion. Er wurde zunächst Anwalt in Lübeck. Er strebte jedoch eigentlich ein öffentliches Amt an, was für ihn als Reformierten seit der Bundesverfassung von 1816 in Lübeck auch möglich geworden war. 1820 wurde er unter dem Präsidenten Georg Arnold Heise, den er bereits aus der Göttinger Zeit persönlich kannte, Sekretär des neu eingerichteten Oberappellationsgerichts der vier Freien Städte in Lübeck. Aufgrund des diffizilen Richterwahlmodus der vier Freien Städte untereinander wurde er erst 1843 als Nachfolger von Friedrich Bluhme zum Oberappellationsgerichtsrat berufen. Bis zu seinem ersten Schlaganfall 1869 schenkte er dem Gericht fortan seine ganze Arbeitskraft und diese Zeit ging an den Veröffentlichungsdaten deutlich erkennbar zu Lasten seiner in Lübeck entwickelten historischen Forschungsinteressen.
Pauli hatte sich seit 1822 in Lübeck nicht nur als Vorsteher der Reformierten Gemeinde engagiert, sondern es war ihm 1834 auch gelungen, die verschollen geglaubten Ober- und Niederstadtbücher wieder aufzufinden. Diese bildeten die urkundliche Grundlage seiner umfangreichen Veröffentlichungsarbeit, die er auch nach dem ersten Schlaganfall bis zu seinem Tod wieder aufnehmen konnte. Er gehörte den liberalen Reformern der Gruppe Jung-Lübeck an.
1870 wurde er durch den Senat der Hansestadt Lübeck mit der höchsten Ehrung der Stadt, der Gedenkmünze Bene Merenti ausgezeichnet.
Er war verheiratet mit Emmy, geb. Meyer (1801–1857). Zu den Söhnen des Paares zählten der Landrichter Theodor Pauli (1822–1882), der Landwirt und Weltreisende Gustav Friedrich Pauli (1824–1911), der Bremer Bürgermeister Alfred Dominicus Pauli sowie Johannes (John) Pauli (* 1838), der im amerikanischen Bürgerkrieg auf Seiten der Nordstaaten im New York 8th Infantry Regiment kämpfend im Juni 1862 in der Schlacht bei Cross Keys fiel.

## Werke
- Abhandlungen aus dem Lübischen Recht. 4 Teile (Bände) 1837, 1840, 1841 und 1865.
- Lübeckische Zustände. 3 Teile (Sammelbände) 1847, 1872 und 1878.
- Geschichte der Lübecker Gesangbücher und Beurtheilung des gegenwärtigen. 1875.[5]

## Belege
1. ↑  Siehe auch ADB Bd. 53, S. 87 ff.
2. ↑  Gustav Pauli: Erinnerungen aus sieben Jahrzehnten. Wunderlich Verlag, Tübingen 1936, S. 35
3. ↑  Lars Frühsorge: Leben des Weltreisenden Gustav Pauli. In: Aktuelles. Gesellschaft für Geographie und Völkerkunde zu Lübeck, abgerufen am 8. Oktober 2018.
4. ↑  8th Infantry Roster, S. 553
5. ↑  Rezension: XIX Hymnologie, Dr. Carl Wilhelm Pauli, Geschichte ..., in: Zeitschrift für die gesammte lutherische Theologie und Kirche, Band 38, Dörffling & Franke, Leipzig, S. 566ff., Digitalisat